# Jan Bouwensz
Jan Bouwensz, ook bekend als Jan Boudynsz en Jan Baldewini (omstreeks 1452 - 11 maart 1514) was een Nederlands raadpensionaris
Jan Bouwensz studeerde omstreeks 1467 aan de universiteit van Leuven. Hij was griffier van het Hof van Holland (1471-1479), notaris te Leiden (1479) en advocaat-fiscaal bij het Hof van Holland, Zeeland en West-Friesland (1481-1489). Van juni 1489 tot augustus 1494 was hij landsadvocaat (raadpensionaris) van de Staten van Holland.

## Familie
De afkomst van Jan Bouwensz is onduidelijk. Vermoedelijk was hij een zoon van Boudijn Jan Boudijnsz, schepen van Haarlem (1441-1443). Hij trouwde met Catharina van Naaldwijk, dochter van Jan van Naaldwijk, tresorier van Leiden. Vermoedelijk is Catharina niet de moeder van zijn zoon Baldewinus de Haga die omstreeks 1470 te 's-Gravenhage geboren werd en in 1557 overleed. Baldewinus werd monnik in de Abdij van Egmond.

## Wapen
Het wapen van (vermoedelijke) vader Boudijn Jan Boudijnsz: een schuinbalk, beladen met drie figuurtjes; linksboven vergezeld van een ster Schildhouder: een engel.